# 内田喜吉
内田喜吉（うちだ きよし、1931年3月15日 - ）はラオックス元社長。東京都出身。ラオックス創業者の谷口正治とは遠縁にあたる。
1948年に中央商業学校を卒業後、谷口商店に入社。同年7月には谷口電機から分離した朝日無線電機に転じる。以降、1959年に常務取締役、1974年に専務取締役を経て、1976年にラオックスの専務取締役となる。1981年、副社長に就任。1990年にはラオックスのザ・コンピュータ館の立ち上げも行っている。
1991年6月、ラオックスの2代目社長に就任。1995年6月まで4年間つとめた。
ラオックス社長を退任後は株式会社ダイエー・メディア・ソリューションズの代表取締役専務をつとめている。